# Malegaon
Malegaon (en ourdou : مالیگاوں) est une ville de l'État indien du Maharashtra.

## Géographie
Malegaon est traversée par la  route nationale 60.